# Stará Libavá
Stará Libavá (deutsch Altliebe) ist ein Gemeindeteil von Norberčany (deutsch Nürnberg) im Bezirk Olmütz in Tschechien.

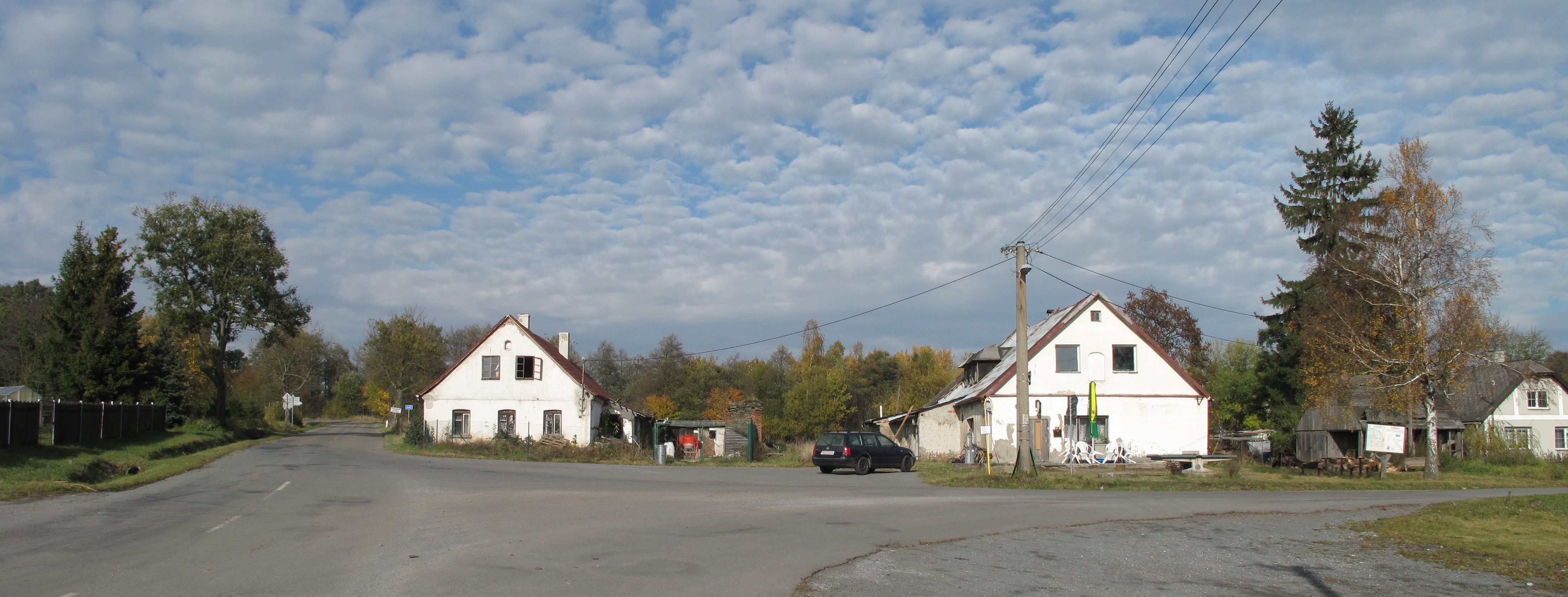
Ortsansicht von Altliebe

Das Dorf liegt circa einen Kilometer nördlich von Norberčany an der Landstraße 440.

## Geschichte
Nach dem Münchner Abkommen im September 1938 wurde Altliebe dem Deutschen Reich zugeschlagen und gehörte bis 1945 zum Landkreis Bärn.
Die deutschen Bewohner wurden 1945 enteignet und größtenteils vertrieben.